# Аношкін Михайло Прокопович
Аношкін Михайло Прокопович  (нар. 14 жовтня 1907, село Матвіївка, Акмолинська область — 3 жовтня 1995, Дніпродзержинськ, Україна) — директор Придніпровського хімічного заводу. Лауреат Сталінської премії I ступеня (1951). Герой Соціалістичної Праці (1971).

## Біографія
Народився 14 жовтня 1907 року в селянській родині в селі Матвіївка Акмолинської області (сьогодні — Матвіївка Північноказахстанської області). Свою трудову діяльність розпочав на Екибастузськом свинцевому заводі. Працював в хімічній лабораторії. З 1925 року працював лаборантом на Свінцовоплавільние заводі в Лениногорске Східно-Казахстанської області. У 1928 році переїхав до міста Владикавказ, де став працювати лаборант на місцевому заводі «Електроцинк».У 1929 році вступив у Владикавказький індустріальний політехнічний технікум, потім продовжив своє навчання в Московському інституті кольорових металів і золота, який закінчив в 1935 році за спеціальністю «інженер-металург». У 1930 році вступив у ВКП (б). Був направлений на роботу на Сіхоте-Алинский поліметалічний комбінат «сихан», де почав свою трудову кар'єру майстра. 3 травня 1936 був призначений начальником плавильного цеху. Після арешту в 1937 році директора комбінату «сихан» А. Розіна був призначений керуючим плавильного заводу комбінату.31 липня 1939 року призначений головним інженером комбінату. Під його керівництвом в комбінаті була впроваджена механізація трудомістких робіт, що призвело до збільшення продукції, що випускається. У 1940 році комбінат виконав план на 192,4 %. У 1942 році продовжив свою трудову діяльність на комбінаті «Сіханчаолово» в Приморському краї, де був призначений головним інженером комбінату і потім — його директором. З 1945 року був на різних партійних посадах. До 1948 року був заступником секретаря Приморського райкому ВКП (б)
У 1948 році призначений директором споруджуваного виробничого секретного об'єкта № 96 по переробці уранових руд в місті Дніпродзержинськ Дніпропетровської області. У березні 1949 року за участю Михайла Аношкіна був зданий перший виробничий об'єкт і в кінці цього ж року завод досяг проектної потужності. У 1966 році секретний виробничий об'єкт № 96 отримав назву «Придніпровський хімічний завод». У 1967 році завод був нагороджений орденом Трудового Червоного прапора. Будучи першим директором цього заводу, організував переробку нового сировини, в результаті чого були значна збільшена випускається заводом,. На заводі був заснований випуск синтетичних сорбентом, мінеральних добрив, цирконію і золота. За видатні організаторські здібності неодноразово нагороджувався високими державними нагородами. За високі показники при виконанні планів п'ятирічки і випуску спеціальної продукції Придніпровським хімічним заводом був удостоєний в 1971 році звання Героя Соціалістичної Праці.
Обирався депутатом Дніпродзержинської міської ради та членом Дніпродзержинського районного комітету КПРС.
У 1975 році вийшов на пенсію. Помер 3 жовтня 1995 року.

## Нагороди
- Герой Соціалістичної Праці — указом Президії Верховної Ради СРСР від 26 квітня 1971 року
- Орден Леніна — тричі (1951, 1954 1971)
- Орден Жовтневої Революції (1974)
- Орден Трудового Червоного Прапора — тричі (1953, 1954, 1966)
- Медаль «За доблесну працю у Великій Вітчизняній війні 1941—1945 рр.»;
- Медаль «В ознаменування 100-річчя з дня народження Володимира Ілліча Леніна» (1970)
- Сталінська премія I ступеня (1951) — за впровадження і освоєння переробки доменного шлаку
- Почесний громадянин Дніпродзержинська (1967) — за багаторічну і бездоганну роботу, розвиток хімічного виробництва, активну участь у благоустрої, розвитку фізкультури і спорту, за участь в суспільному житті.
- Срібна медаль ВДНГ (1967, 1969)

## Пам'ять
- Ім'я Михайла Аношкіна у 1995 - 2022 роках носив проспект у Кам'янському.
- У 2007 році в зв'язку зі сторіччям від дня народження Михайла Аношкіна на одному з будинків проспекту Аношкіна була встановлена меморіальна табличка.
- Його ім'я носить щорічний тенісний турнір, який проводиться у Кам'янському[1]